# Armando Aráuz Aguilar
Armando Aráuz Aguilar (Nicoya, 1922-2003) fue un abogado y político costarricense que ejerció el cargo de vicepresidente de la República.

## Biografía
Nació en Nicoya, el año de 1922, curso la secundaria en el Liceo de Costa Rica, Licenciatura en Derecho y en Trabajo Social en la Universidad de Costa Rica y obtuvo un doctorado honoris causa de la Universidad de Kyung Hee de Corea del Sur. Desposó a  Ligia Cavallini Quirós el 22 de mayo de 1954 y tuvo tres hijos: Armando, Luis Felipe y Alejandro.
Ejerció los cargos de oficial mayor del Ministerio de Trabajo (1948-1949), Gerente adjunto de la Caja Costarricense de Seguro Social (1949-1951), subgerente (1952), asesor de la Organización de los Estados Americanos (1959-1962), profesor de la Facultad de Derecho de la Universidad de Costa Rica (1963-1965), diputado (1966-1970 y 1978-1982), gerente ejecutivo del Instituto de Fomento y Asesoría Municipal (1970-1975) y miembro del Comité Político del Partido Liberación Nacional (1978-1982). Fue vicepresidente de la República junto con Alberto Fait Lizano en la administración Luis Alberto Monge (1982-1986) y profesor de derecho en la Universidad de Costa Rica.
También fue miembro tanto del Colegio de Abogados como de Trabajadores Sociales de Costa Rica.
Aráuz fue descrito a menudo como un convencido socialista democrático que se mantenía fiel a los principios ideológicos socialdemócratas y progresistas.

## Fallecimiento
Falleció el 11 de mayo de 2002

## Reconocimientos
- Medalla de Oro: Liga de Municipalidades de Guanacaste, Municipalidad de Tilarán (1972) y Municipalidad de San José (1974)
- Medalla de Honor: Universidad de Kyoung Hee, Corea (1981)
- Ciudadanía de Honor, Estado de Texas (1982)
- Medalla de Oro, Municipalidades de Ecuador, Quito (1983)